# Horten Parabel
Horten Parabel foi um protótipo de planador, do tipo asa voadora, construído em 1938 pelos irmãos Horten. 

## História
O Horten Parabel (pt: "Parábola") foi construído em 1938 pelos irmãos Horten para continuar os estudos para reduzir o mitteneffekt. Ao estudar o mitteneffekt, eles descobriram que o centro de gravidade calculado levava a um comportamento cada vez mais pesado da aeronave com uma velocidade cada vez maior. Já com o Horten H Va (1936), o fenômeno foi investigado. Isto ocorria porque a asa era dividida em quatro segmentos retos, que foram modificados para o formato de uma parábola num curso contínuo sem torções. 
As condições do rigoroso inverno de 1938-1939 danificaram a estrutura da asa voadora, que perdeu a capacidade de voo. De acordo uma fonte, a aeronave não foi movida porque a carga superficial de 5 kg / m² era tão baixa que não poderia participar de nenhuma competição. Além disso, segundo uma teoria, o Parabel quebrou-se no transporte para uma competição de voo à vela nas montanhas do Rhön de 1938. De acordo com Green & Swanborough, o Horten Parabel foi armazenado após o acidente durante o transporte para um aeródromo durante o inverno e sofreu mais danos. Os irmãos Horten queimaram a aeronave e encerraram o trabalho de desenvolvimento do Parabel. O voo teste nunca foi realizado.

## Estrutura
A asa voadora tinha a forma de duas parábolas com vértices contundentes, que uniam-se nas pontas das asas. A única protuberância na asa voadora era a cabine fechada de um único lugar, onde o piloto posicionava-se sentado. Como em algumas asas voadoras previamente construídas como modelo, o design do Parabel era inspirado no formato da semente de zanonia.

## Dados técnicos
| Material das asas:   | Madeira     |
| Material da cabine:  | Aço         |
| Tripulantes:         | 01          |
| Velocidade máxima:   | 164 km/h*   |
| Velocidade de pouso: | 30 km/h*    |
| Posição do piloto:   | Sentado     |
| Envergadura:         | 12 m        |
| Área:                | 33 m²       |
| Tara:                | 90 kg       |
| Carga útil máxima:   | 80 kg*      |
| Peso total:          | 170 kg      |
| Carga alar:          | 5,15 kg/m²* |

*(Dados estimados e/ou calculados, já que o Horten Parabel nunca voou).